# Собор Коломийсько-Чернівецької єпархії
Собор Коломийсько-Чернівецької Єпархії відбувся 24 грудня 2001 року в Коломиї. Скликаний владикою Павлом Василиком.

## Про Собор
Єпархіальний собор — це зібрання духовенства та вірних, які покликані єпархіальним єпископом для того, щоб надати єпископові допомогу щодо особливих питань.

## Мета скликання собору
Ширше розкриття пастирювання та віднайдення духовного відродження.

## Перебіг собору
Розглядалась харитативна діяльність як сучасна ініціатива, яка є пристосованою до проблем сучасності, є продовженням традиції яка нараховує дві тисячі років.
Місія Церкви несе свій початок від Христа та бере направлення до нього. Адже вона є продовженням посланництва, отриманого Христом від Бога-Отця. Церква продовжує місію Христа — визволення та відкуплення. Місія здійснюється при допомозі словами спасіння та ділами.

## Дискусії в групах
На соборі висвітлювались питання сім'ї в сучасному світі та душпастирство. Сім'я — одне тіло та душа (Бут 2,24). Йшов наголос на продовження роду, та про надання дитині всього, що буде збагачувати її з гуманістичної та християнської точки зору. Родина спрямована на те, щоб стати храмом молитви. Порадою до сформування християнської родини є введення просвітницької діяльності у громадах.
Обговорювались проблеми релігійної освіти дітей. Повноцінне виховання — це розвиток дитини, щоб в майбутньому вона стала дорослою людиною з розвиненим розумом. Було вирішено, що цьому сприятимуть впровадження у дію уроків християнської етики та моралі в шкільних установах. Також впровадження катехизи через державні позашкільні установи.

## Оцінка собору
Собор розглядав питання які мають дотик до кожної свідомої особи. Священник повинен володіти розсудливістю та мати досвіт життя не гірший ніж ті, що живуть у світ. Його дії, наміри та прагнення повинні бути спрямованими до слави Господньої. Велике значення набуває те, що на соборі брали участь крім духовенства, і миряни різних вікових категорій, професій, але всі разом об'єднані любов'ю та переживанням про моральний та духовний стан суспільства.